# 8 км (зупинний пункт, Придніпровська залізниця)
8 кіломе́тр — залізничний пасажирський зупинний пункт Кримської дирекції Придніпровської залізниці на лінії Владиславівка — Крим.
Розташований поблизу села Фронтове Ленінського району АР Крим між станціями Владиславівка (7 км) та Петрове (8 км).
На платформі зупиняються приміські поїзди